# Släps kyrka
Släps kyrka är en kyrkobyggnad i kyrkbyn Släp i Kungsbacka kommun. Den tillhör Släps församling i Göteborgs stift.

## Historia
En äldre stenkyrka som sannolikt hade medeltida ursprung och låg mitt i kyrkbyn en dryg kilometer längre söderut. År 1776 beslöts på maj månads första allmänna sockenstämma, hållen av Nådårspredikanten och Regementspastorn magister Severin Wallin, att kyrkan skulle få ett torn tillbyggt för klockan istället för den klockstapel som fanns på platsen. På tre månader stod det färdigt. På grund av för mjuk mark, lades en stenfot och själva tornet uppfördes med träbjälkar. Bygget utfördes av en byggmästare från Göteborg. Församlingen hade skral kassa så tillskott till kostnaden som blev över 425 Riksdaler, sköts till av sockenbor och mer välbärgade personer och med lån. En större givare till tornet var Kommissarien Wahlman som gav 33 Riksdaler 16 skillingar. Då det blivit höst och kallare, så fick målningen av tornet vänta till året efter. Tornet invigdes högtidligt av Wallin och församlade sockenbor den 21 söndagen efter Trinitatis (trefaldighet) 27 oktober 1776. År 1777 tyckte Kommissarien Wahlman att tornet skulle ha en större klocka än den mindre som fanns och i samråd med Wallin bekostade han gjutningen av en ny klocka beställd hos Abraham Wetterholtz i Göteborg. Vid jultiden 1777 ringde klockan för första gången. Till kyrkan skänktes samtidigt en mässhake av röd sammet med guldgaloner, ett altarkläde och en kollekthåv av samma material av ägarinnan till säteriet Gärö, änkefru Otherdal. En prästkappa av fin Kamlott blev även skänkt av Kofferdikaptenerna Hans och Arvid Petterson, Anders Torson och Nils Königson. Sockenborna gjorde frivilliga bidrag, nästan som en tävling, för att förbättra och anskaffa saker till sin kyrka. Den gamla stenkyrkan började rivas den 20 april 1852 efter att beslut om ett nybygge hade fattats på sockenstämman den 24 februari 1848.

## Kyrkobyggnaden
Dagens stenkyrka i Släp uppfördes 1852-1853 efter ritningar av arkitekt Ludvig Hedin. Kyrkan ligger vid foten av en mindre bergskulle och invigdes den 14 augusti 1853. Byggnaden är orienterad nord-sydlig riktning och består av rektangulärt långhus med tresidigt kor i söder med en längd av 33½ meter och en bredd av 15 meter. I väster ligger sakristian och i norr finns kyrktornet. Ingången finns i norr och går via tornets bottenvåning. Ännu en ingång finns mitt på långhusets östsida. Kyrkans murar är vitputsade såväl ut- som invändigt. Exteriören är typisk för byggnadstiden med stora, rundbågiga fönsteröppningar. Långhuset har ett flackt sadeltak med täckt med skiffer. Kyrktornet kröns av kransgesims, en flack huv och en reslig kopparbeslagen lanternin. 
Det ljusa, vida kyrkorummet har förändrats vid återkommande restaureringar under 1900-talet. Nya korfönster och ljuskronor i koret tillkom 1955. En omfattande renovering blev klar 2009. 

## Inventarier

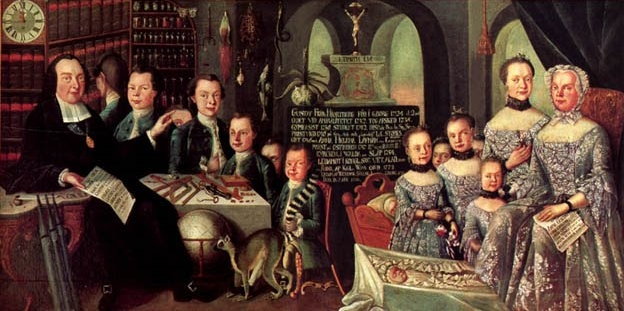
Hjortbergstavlan

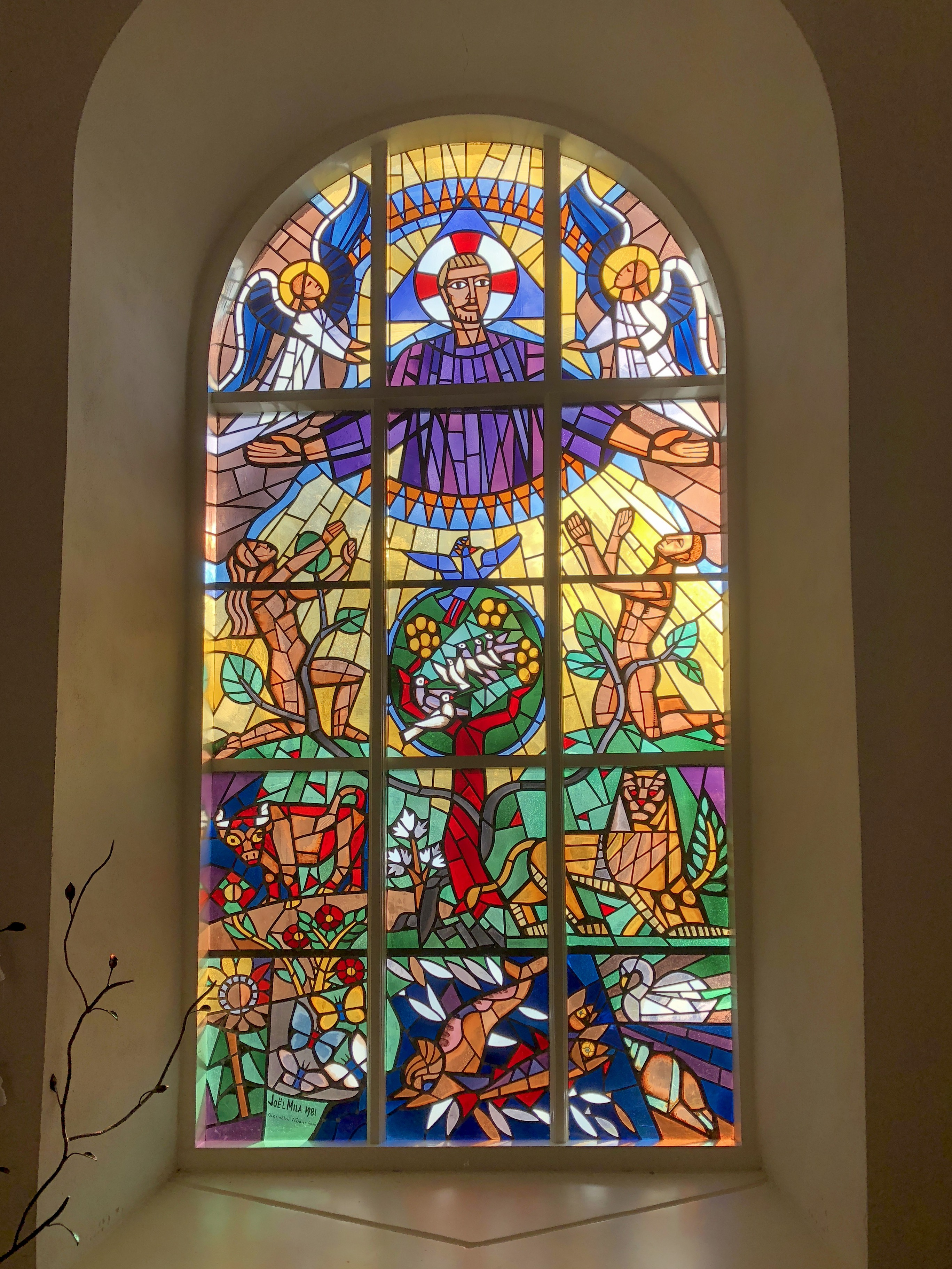
Korfönster

- Hjortbergstavlan är ett epitafium från 1770-talet utfört av Jonas Dürchs och tillägnat kyrkoherde Gustaf Fredrik Hjortberg (1724–1776) och dennes hustru och barn.
- Dopfunten av ek tillkom 1906. Dess cuppa med lock vilar på en åttasidig fot.
- En basunängel i trä från 1600-talet hänger i koret.
- Ett triumfkrucifix är placerat över dopfunten på östra väggen i koret. Korset är daterat till första delen av 1500-talet[2].
- Predikstolen med baldakin är från 1864 och tillverkades av Johannes Johansson i Mjöbäck. Uppgång till predikstol sker från sakristian.
- Altaruppsatsen med trekantsgavel är troligen samtida med predikstolen.
- Altartavlan är målad 1891 av Sven Lindroth och föreställer Kristus inför Pontius Pilatus.
- År 1982 försågs korets fönster med glasmålningar av konstnären Joël Mila.

### Klockor
- Storklockan var gjuten i Göteborg 1777 av Abraham Wetterholtz, son till klockgjutare Andreas Wetterholtz, Malmö, och blev omgjuten 1843.

Första inskription på Storklockan.
Överst mellan siraterna: "Gloria Deo in exelcis, & pax in terra"
På ena sidan under de kungliga porträtterna: "Anno 1777 under Konung GUSTAF den III:djes milda Regeringstid, har Commissarien Herr Carl Wahlman på Mahlwik, Gudi til ära, och Släps församling til tjenst, denna Klocka, som wäger 2 Skeppund 9 Lisp., och kåstar 333 Riksd. 16 sch. specie, med egen bekåstnad gjuta låtit i Götheborg, af Abraham Wetterholtz."
På andra sidan: "När af mitt wackra ljud Tu hörer luften röras 
Så låt ock Tu Guds låf på wida jorden höras
På det wid Guds Basun, Tin kropp glad upstå
Och i en Helig frögd, tå ewigt blifwa må."
- Lillklockan är gjuten 1899.

### Orglar
- 1759 byggde Gustaf Fredrik Hjortberg, Vallda en orgel med 8 stämmor. Orgeln flyttades 1859 till Partille kyrka.

| Manual            |
| Principal         |
| Salicional        |
| Borduna           |
| Mixtur            |
| Oktava            |
| Superoktava       |
| Fleut Traversiere |
| Qvinta            |
| Trumpet 8'        |

- 1858 byggde Johan Nikolaus Söderling, Göteborg en orgel med 10 stämmor.
- 1928 byggde Olof Hammarberg, Göteborg en orgel med 19 stämmor.
- Nuvarande huvudorgel med 27 stämmor invigdes den 29 maj 1977 av biskop Bo Giertz. Den är byggd av Hammarbergs Orgelbyggeri AB, Göteborg och visst pipmaterial från 1928 års orgel har återanvänts.[4] Fasaden från 1858 års orgel har bibehållits.[5] Fasaden är från 1858 års orgel. Orgeln är mekanisk.

| Huvudverk I         | Svällverk II      | Pedal            | Koppel |
| Borduna 16´         | Gedakt 8´         | Subbas 16´       | I/P    |
| Principal 8´        | Fugara 8'         | Principalbas 8´  | II/P   |
| Rörflöjt 8'         | Principal 4'      | Gedaktbas 8'     | II/I   |
| Gamba 8'            | Koppelflöjt 4'    | Oktavbas 4'      |        |
| Oktava 4'           | Oktavflöjt 2'     | Rauschpfeife III |        |
| Flûte octaviante 4' | Nasat 1 1/3'      | Aliquot II       |        |
| Kvinta 2 2/3'       | Sesquialtera II   | Basun 16'        |        |
| Oktava 2'           | Scharf III        |                  |        |
| Cornett III         | Oboe 8'           |                  |        |
| Mixtur V            | Tremulant         |                  |        |
| Trumpet 8'          | Crescendosvällare |                  |        |

- I kyrkan finns även en kororgel.

## Omgivning

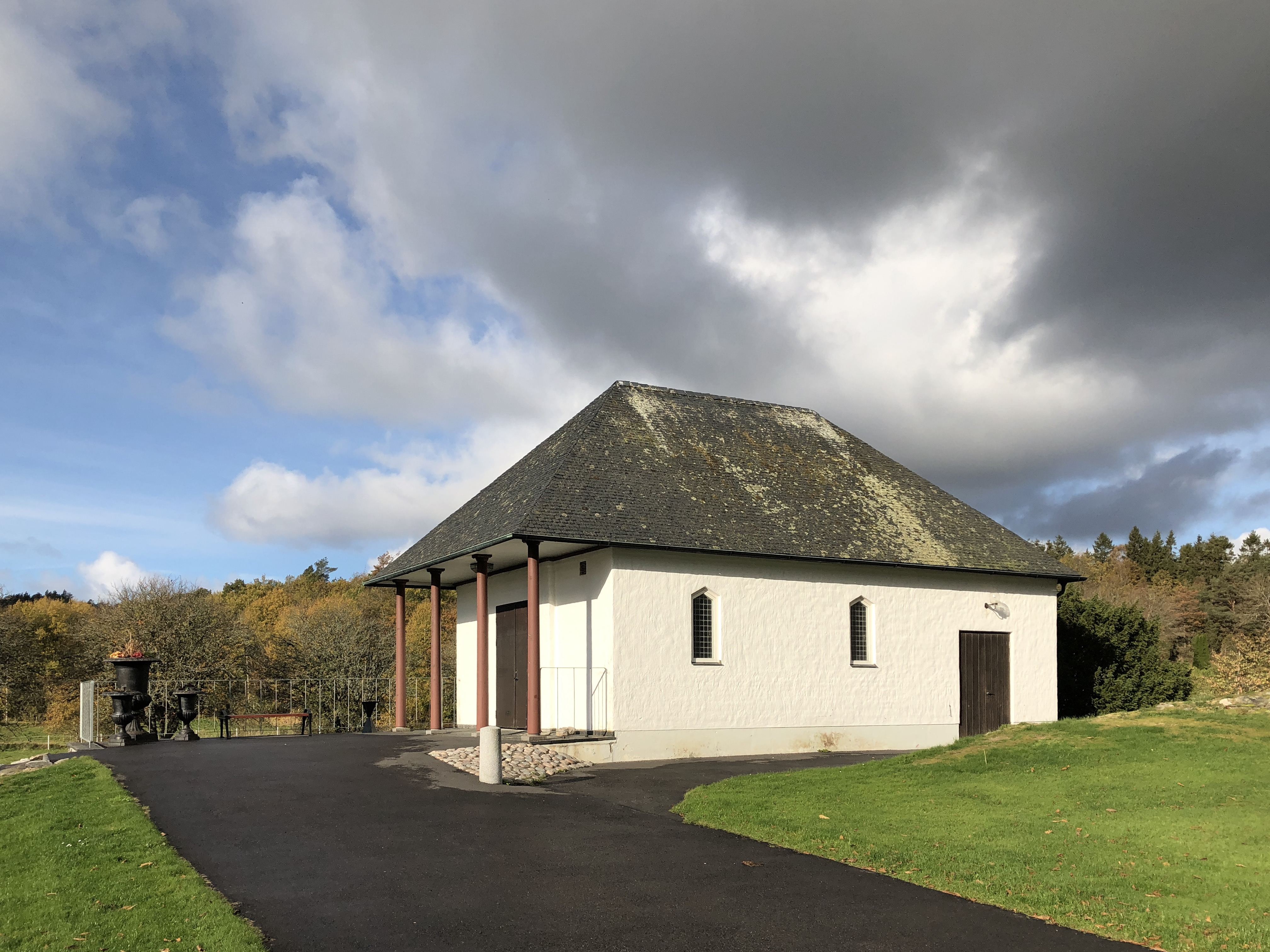
Gravkapellet

- Den intilliggande prästgården har anor från mitten av 1700-talet
- På kyrkogården söder om kyrkan finns ett gravkapell byggt 1954 enligt Axel Forsséns ritningar.
- En parkering ligger väster om kyrkogårdsmuren. Ännu längre västerut ligger församlingshemmet, som i foajén har Torsten Billmans al fresco-målning Släps gamla kyrka från 1977.